# Petr Ondrašík
Petr Ondrašík (* 8. října 1951, Březolupy) je bývalý československý motocyklový závodník, reprezentant v ploché dráze. Po skončení aktivní kariéry působí jako mezinárodní rozhodčí a předseda Auto klubu Markéta. Jeho synem je bývalý plochodrážní závodník Pavel Ondrašík.

## Závodní kariéra
Ve finále Mistrovství světa jednotlivců na ploché dráze startoval v letech 1978, 1980 a 1984, nejlépe se umístil na 14. místě v roce 1984 v Göteborgu. Ve finále Mistrovství světa dvojic na ploché dráze skončili v roce 1973 v Borås s Jiří Štanclem na 6. místě. Ve finále Mistrovství světa družstev na ploché dráze startoval v letech 1979-1983 čtyřikrát, v roce 1979 v Londýně (s Jiřím Štanclem, Zdeňkem Kudrnou, Alešem Drymlem a Václavem Vernerem) získal bronzovou medaili.
V Československu jezdil za Rudou hvězdu Praha. V britské profesionální lize jezdil v roce 1980 za Wolverhampton Wolves, v roce 1983 za Eastbourne Eagles a v roce 1985 za Birmingham Brummies.